# La voce che si spense
La voce che si spense è un documentario in quattro puntate della durata complessiva di oltre due ore, prodotto da Rai International e trasmesso nel 2003, dedicato alla commemorazione di Carmelo Bene, morto il 16 marzo del 2002.

## Caratteristiche e contenuto
Il documentario include una rilevante quantità di stralci di interviste e opere televisive, teatrali e letterarie, partecipazioni televisive. Testimonianze storiche e contemporanee di amici, artisti, attori e studiosi, tra cui Lydia Mancinelli, Piergiorgio Giacchè, Goffredo Fofi, Carla Tatò, Manuela Kustermann, Enrico Ghezzi, John Francis Lane, Sonia Bergamasco, Luisa Viglietti, Elisabetta Sgarbi, Alberto Signorini, Franco Quadri, Piera Degli Esposti, Mario Mattia Giorgetti, Giancarlo Dotto, Dario Fo, Jean-Paul Manganaro... Rivediamo così Bene, durante i vari momenti della sua vita artistica: in qualche sequenza a Mixer Cultura a disputare sulla scrittura di scena, da Corrado a presentare il suo S.A.D.E., nel Teatro Carmelo Bene a recitare il Don Chisciotte e ad attaccare i critici, oppure, intervistato dal suo amico Piero Panza a delineare e ad apprezzare la figura di Buster Keaton e "cestinare" quella di Charlie Chaplin, a discutere animatamente al Processo del Lunedì di Aldo Biscardi, a recitare sulla scena in frac il manifesto futurista di Marinetti, e poi ancora in uno stanzino a provare con le attrici le parti del Caligola, il tutto in un mélange di situazioni spazio-temporali diverse, inframmezzato da testimonianze amicali e critiche, e da estratti delle sue opere, perlopiù televisive, come Quattro modi di morire in versi, Amleto, Hommelette for Hamlet, Lectura Dantis, Macbeth Horror Suite, Pentesilea, Riccardo III, Salomè, Nostra Signora dei Turchi, Otello, Lorenzaccio... A mo' quasi di due linea guida intersecantesi, ci sono da un lato estratti della trasmissione televisiva Quattro momenti su tutto il nulla, dove il geniale artista impartisce in modo magistrale lezioni sul linguaggio, coscienza-conoscenza, eros e arte, e, dall'altro, le riprese effettuate nella sede romana dell'Immemoriale di Carmelo Bene (Villino Corsini di Villa Pamphilj), dove si conservano gli effetti personali e del "mestiere" dell'artista.

## Testimonianze
La voce fuori campo di Piero Bernaschi della trasmissione televisiva così ricorda Carmelo Bene:
« Tra la fine degli anni '70 e il principio degli anni '80, Carmelo Bene, genio riconosciuto del teatro del '900, conobbe i suoi più grandi successi. Straordinario melomane, profondo critico musicale, esaudì il grande sogno d'esser chiamato alla scala di Milano a recitare da solista in un memorabile Manfred in forma di concerto e la sua voce fu degna compagna delle musiche di Schumann. Ad acclamarlo alla scala tra il pubblico c'erano anche i filosofi e gli psicoanalisti che lo avevano descritto a tutto il mondo come un monumento teatrale, un fenomeno unico, un prodigio di pensiero profondo. Maestri come Gilles Deleuze, o Pierre Klossowski, alla cui amicizia fu legato per tutta la vita [...] ».
Molti sono i commenti e le testimonianze fornite da studiosi, attori e attrici, amici, a proposito della vita e del modo di fare e concepire il teatro, il cinema, la letteratura (e l'arte in genere) di Carmelo Bene, tra cui...
Elisabetta Sgarbi:
« Quello che colpisce è proprio questo svuotamento totale, questo procedere per sottrazione, che in realtà, togliendo struttura, così come ha fatto con il teatro, togliendo il linguaggio e abbandonandosi al suono della parola, scarnifica a tal punto [da lasciare] in scena e quindi anche sulla pagina, come avrebbe detto Deleuze, il "tutto"...  ».
Enrico Ghezzi:
« Io credo che il pubblico principale di Carmelo Bene sia Carmelo Bene. E questo è molto evidente soprattutto nella televisione. È grazie alla televisione che Carmelo Bene manifesta la sua distanza, la sua assenza, perché, intanto è uno che ha capito benissimo il senso televisivo, cioè il sesto senso televisivo. Nella diretta televisiva, reale o virtuale, diciamo, o semi-diretta, si sperimenta appunto il "non essere in diretta" che è il senso più forte di tutto il lavoro di Bene. Cioè il non essere mai spiaccicato su sé stesso, non essere mai la pura performance d'attore, la pura performance di regista...  ».
Goffredo Fofi:
« Questa impossibilità di essere eroi è anche una delle basi del suo teatro, le basi della sua nostalgia di Verdi del "bel canto", della sua impossibilità a sapere che tutto questo, comunque, oggi non ha più senso... »
Giancarlo Dotto:
« Carmelo Bene era un'impresa di demolizione, uno splendido terrorista culturale che ha esercitato il terrore soprattutto su sé stesso ».
John Francis Lane:
« Io ho visto il debutto di Carmelo Bene in palcoscenico, a Roma, il famoso Caligola, che era quasi uno spettacolo tradizionale. Non era lui il regista, però abbiamo capito subito che era un attore straordinario e che avrebbe fatto bene al teatro. [...] E io ho scritto subito un articolo sul Times di Londra, dicendo questo era un nuovo uomo di teatro eccezionale. La cosa ha fatto un po' scandalo a Roma perché dicevano: "... ma come il Times parla di questo cialtrone?..." Poi questo cialtrone sarebbe diventato una icona della cultura italiana  ».
Dario Fo:
« Carmelo Bene è un grande uomo di teatro che, come tutti gli uomini di teatro che contano, ha rotto con le tradizioni. È uno che ha sorpreso, che ha messo a disagio gli schemi, soprattutto, e la gente schematica riguardo al teatro. È uno che capovolgeva le regole, che ha tenuto veramente in grande considerazione che [la] prima regola nel teatro [è che] non ci sono regole... E questo naturalmente gli ha portato all'inizio, così, una specie di opposizione da parte dei tradizionalisti, ma poi ha vinto, ha vinto, ha avuto successo in tutta l'Europa... ».